# فریگی‌ها
فریگی‌ها (انگلیسی: Phrygians، یونانی: Φρύγες) گروهی از مردمان هندواروپایی بودند که بر طبق گفتهٔ هرودوت در ابتدا در جنوب بالکان نشیمن داشتند. این قوم به آناتولی کوچ کرده و از آن زمان معروف به فریگی شدند. آن‌ها دولتی تشکیل دادند که بعدها توسط کیمری‌ها در ۶۹۰ پیش از میلاد نابود شد و سپس دولت لیدی و در نهایت کوروش کبیر منطقه را فتح کرد. در متون فارسی برای اشاره به این قوم از تلفظ فرانسوی نام آن‌ها یعنی فریژی هم استفاده شده است.

جایگاه منطقهٔ فریجیا در آناتولی

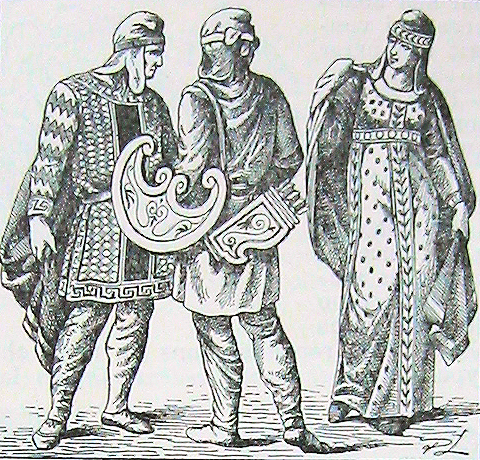
پوشش فریجی

## زبان
فریگی‌ها به زبان‌های هندواروپایی رایج در مرکز غرب آناتولی سخن می‌گفتند. متون موجود از قرن ۸ تا ۳ پیش از میلاد نشان می‌دهد که آن‌ها به دبیره ای جز یونانی نگارش می‌کرده‌اند. بیشتر متون موجود در گردیوم و میداس یافت شده‌اند. ویژگی زبان آن‌ها این است که با زبان‌های هندواروپایی دیگر در آناتولی مانند زبان هیتی همانندی چندانی ندارد. جایگاه زبان آن‌ها در میان زبان‌های هندواروپایی همچنان محل بحث است.

## دین
از دین فریگی‌ها اطلاعات اندکی داریم. اما بر اساس گزارش‌های سنای روم در ۲۰۴ پیش از میلاد مسیح می‌دانیم که خدای مادینهٔ آناتولی یعنی سِبِلی (Cybele) را می‌پرستیده‌اند. بالاترین کاهن نیایشگاه سبلی را آتیس (Attis) می‌نامیده‌اند. بر اساس سروده‌های فریگی می‌دانیم که سبلی عاشق مرد جوانی به نام آتیس بوده‌است که توسط گرازی کشته می‌شود.